# Ť
Ť – dwudziesta czwarta litera alfabetu czeskiego i trzydziesta siódma alfabetu słowackiego. Litera reprezentuje dźwięk [c]. Podobnie jak litera ď ma inny rodzaj znaku diakrytycznego w wersji wielkiej, a inny w wersji małej. Wielka litera Ť ma znak diakrytyczny obvyklý háček (przypominający małą literę v), mała litera ť ma znak diakrytyczny malý háček nazywany także klička (przypominający przecinek). W piśmie ręcznym najczęstszym znakiem diakrytycznym jest obvyklý háček zarówno przy literze małej, jak i wielkiej. Nie jest poprawne zapisywanie małej litery ť jako zwykłego t z apostrofem (t’).
Litera nie stanowi odrębnego znaku przy sortowaniu alfabetycznym wyrazów – traktowana jest jak t. 